# Совата (Болгарія)
Сова́та (болг. Совата) — село у Великотирновській області Болгарії. Входить до складу общини Свиштов.

## Населення
За даними перепису населення 2011 року у селі проживали 142 особи, з них 140 осіб (98,6%) — болгари.
Розподіл населення за віком у 2011 році:
Динаміка населення: